# Jules-Victor Verdier
Jules-Victor Verdier né le 3 août 1862 à Sèvres et mort le 7 novembre 1926 à Paris est un peintre français.

## Biographie
Jules-Victor Verdier est le fils de Charles Victor Verdier, ciseleur, et de Joséphine Lainé.
Élève de Jules Lefebvre et de Léon Glaize, il expose au Salon à partir de 1885. Il obtient une mention honorable en 1889.
Il épouse en décembre 1892 Valérie Eugénie Marchal.
Il meurt à son domicile de la rue Victor-Schœlcher le 7 novembre 1926. Il est inhumé le 10 novembre à Paris au cimetière du Montparnasse.